# Alapus mendosus
Alapus mendosus är en insektsart som beskrevs av Ball 1911. Alapus mendosus ingår i släktet Alapus och familjen dvärgstritar. Inga underarter finns listade i Catalogue of Life.